# 바스 판 덴브링크
바스 판덴브링크(네덜란드어: Bas van den Brink, 1982년 9월 11일 ~ )는 네덜란드의 전 축구 선수이다. 현역 시절 포지션은 중앙 수비수 또는 수비형 미드필더였다.

## 클럽 경력
판덴브링크는 2002년 FC 위트레흐트에서 데뷔하였다. 2009년 골드코스트 유나이티드 FC의 원년 멤버로 입단해 2011년까지 활약하였다.
2011년 1월 20일 부산 아이파크가 그를 영입하였으나, 부진한 실력과 발목 부상이 겹쳐 4월 21일 단 3경기만 뛰고 방출되었다. K리그에서 뛸 당시 등록명은 띄어쓰기 없이 반덴브링크였다.